# Marius Høibråten
Marius Christopher Høibråten (Oslo, 23 gennaio 1995) è un calciatore norvegese, difensore degli Urawa Reds.

## Carriera

### Club
Høibråten ha giocato nelle giovanili del Fet, prima di entrare in quelle del Lillestrøm. Ha esordito con la prima squadra di quest'ultimo club in data 1º maggio 2011, subentrando a Stefán Gíslason nella vittoria per 0-3 arrivata sul campo del Fu/Vo, sfida valida per il primo turno del Norgesmesterskapet. Il debutto in Eliteserien è arrivato il 27 novembre successivo, sostituendo Stian Ringstad nel pareggio interno per 0-0 contro il Fredrikstad.
Il 31 agosto 2012 è passato allo Strømmen con la formula del prestito, in 1. divisjon. Ha giocato la prima partita con questa casacca il 9 settembre, schierato titolare nella sconfitta casalinga per 0-4 contro l'HamKam. L'11 novembre ha siglato il primo gol, con cui ha contribuito al successo per 1-2 sul campo del Ranheim. È poi tornato al Lillestrøm in vista della stagione 2013, in cui ha totalizzato 12 presenze tra campionato e coppa.
Il 23 ottobre 2013 è stato reso noto che Høibråten si sarebbe trasferito allo Strømsgodset a parametro zero, a partire dal 1º gennaio 2014 e legandosi con un contratto triennale. Ha debuttato per questo club il 30 marzo, schierato titolare nel 4-2 inflitto allo Start. Il 21 aprile ha trovato il primo gol nella massima divisione locale, in occasione della vittoria per 1-3 in casa del Sogndal. Il 16 luglio 2014 ha avuto l'opportunità di esordire nelle competizioni europee per club, venendo impiegato da titolare nella sconfitta per 0-1 patita in casa contro la Steaua Bucarest, sfida valida per l'andata del secondo turno di qualificazione alla Champions League.
L'8 gennaio 2015, Høibråten ha prolungato il contratto che lo legava allo Strømsgodset fino al 31 dicembre 2017. Il 30 aprile 2016 ha ulteriormente rinnovato l'accordo in essere col club, stavolta fino al 31 dicembre 2018.
Il 15 agosto 2018 è passato al Sandefjord a titolo definitivo, legandosi fino al 31 dicembre 2020.
Il 27 maggio 2020 ha firmato un contratto valido fino al 31 dicembre 2023 con il Bodø/Glimt.
Il 17 gennaio 2023, Høibråten è passato ufficialmente ai giapponesi degli Urawa Red Diamonds.

### Nazionale
Høibråten ha rappresentato la Norvegia a livello Under-15, Under-16, Under-17, Under-18, Under-19 e Under-21. Per quanto concerne quest'ultima selezione, ha effettuato il proprio debutto in data 9 ottobre 2014, schierato titolare nella vittoria in amichevole sull'Irlanda col punteggio di 4-1.

## Statistiche

### Presenze e reti nei club
Statistiche aggiornate al 17 gennaio 2023.
| Stagione            | Club                | Campionato          | Campionato | Campionato | Coppe nazionali | Coppe nazionali | Coppe nazionali | Coppe continentali | Coppe continentali | Coppe continentali | Supercoppe | Supercoppe | Supercoppe | Totale | Totale |
| Stagione            | Club                | Comp                | Pres       | Reti       | Comp            | Pres            | Reti            | Comp               | Pres               | Reti               | Comp       | Pres       | Reti       | Pres   | Reti   |
| ------------------- | ------------------- | ------------------- | ---------- | ---------- | --------------- | --------------- | --------------- | ------------------ | ------------------ | ------------------ | ---------- | ---------- | ---------- | ------ | ------ |
| 2011                | Lillestrøm          | ES                  | 1          | 0          | CN              | 1               | 0               | -                  | -                  | -                  | -          | -          | -          | 2      | 0      |
| gen.-ago. 2012      | Lillestrøm          | ES                  | 0          | 0          | CN              | 0               | 0               | -                  | -                  | -                  | -          | -          | -          | 0      | 0      |
| ago.-dic. 2012      | Strømmen            | 1D                  | 9          | 1          | CN              | -               | -               | -                  | -                  | -                  | -          | -          | -          | 9      | 1      |
| 2013                | Lillestrøm          | ES                  | 10         | 0          | CN              | 2               | 0               | -                  | -                  | -                  | -          | -          | -          | 12     | 0      |
| Totale Lillestrøm   | Totale Lillestrøm   | Totale Lillestrøm   | 11         | 0          |                 | 3               | 0               |                    | -                  | -                  |            | -          | -          | 14     | 0      |
| 2014                | Strømsgodset        | ES                  | 16         | 1          | CN              | 3               | 0               | UCL                | 2                  | 0                  | -          | -          | -          | 21     | 1      |
| 2015                | Strømsgodset        | ES                  | 15         | 0          | CN              | 3               | 0               | UEL                | 3                  | 0                  | -          | -          | -          | 21     | 0      |
| 2016                | Strømsgodset        | ES                  | 16         | 0          | CN              | 5               | 0               | UEL                | 0                  | 0                  | -          | -          | -          | 21     | 0      |
| 2017                | Strømsgodset        | ES                  | 22         | 0          | CN              | 1               | 0               | -                  | -                  | -                  | -          | -          | -          | 23     | 0      |
| gen.-ago. 2018      | Strømsgodset        | ES                  | 13         | 0          | CN              | 0               | 0               | -                  | -                  | -                  | -          | -          | -          | 13     | 0      |
| Totale Strømsgodset | Totale Strømsgodset | Totale Strømsgodset | 82         | 1          |                 | 12              | 0               |                    | 5                  | 0                  |            | -          | -          | 99     | 1      |
| ago.-dic. 2018      | Sandefjord          | ES                  | 12         | 0          | CN              | -               | -               | -                  | -                  | -                  | -          | -          | -          | 12     | 0      |
| 2019                | Sandefjord          | 1D                  | 27         | 3          | CN              | 2               | 0               | -                  | -                  | -                  | -          | -          | -          | 29     | 3      |
| Totale Sandefjord   | Totale Sandefjord   | Totale Sandefjord   | 39         | 3          |                 | 2               | 0               |                    | -                  | -                  |            | -          | -          | 41     | 3      |
| 2020                | Bodø/Glimt          | ES                  | 29         | 1          | -               | -               | -               | UEL                | 2                  | 0                  | -          | -          | -          | 31     | 1      |
| 2021                | Bodø/Glimt          | ES                  | 23         | 1          | CN              | 6               | 0               | UCL+UECL           | 2+15               | 0                  | -          | -          | -          | 46     | 1      |
| 2022                | Bodø/Glimt          | ES                  | 28         | 1          | CN              | 3               | 0               | UCL+UEL            | 8+6                | 1+0                | -          | -          | -          | 45     | 2      |
| Totale Bodø/Glimt   | Totale Bodø/Glimt   | Totale Bodø/Glimt   | 80         | 3          |                 | 9               | 0               |                    | 33                 | 1                  |            | -          | -          | 122    | 4      |
| 2023                | Urawa Reds          | J1                  | 33         | 1          | CG+CdL          | 3+7             | 0               | ACL                | 6                  | 0                  | CmC        | 1          | 0          | 50     | 1      |
| Totale              | Totale              | Totale              | 254        | 9          |                 | 36              | 0               |                    | 44                 | 1                  |            | 1          | 0          | 335    | 10     |

## Palmarès

### Club

#### Competizioni nazionali
- Campionato norvegese: 2

Bodø/Glimt: 2020, 2021

#### Competizioni internazionali
- AFC Champions League: 1

Urawa Red Diamonds: 2022

### Individuale
- Squadra del campionato giapponese: 1

2023